# Белявская волость
Бе́лявская волость (латыш. Beļavas pagasts) — одна из четырнадцати территориальных единиц (Волость) Гулбенского края на востоке Латвии. Граничит с городом Гулбене, Стамериенской, Страдской, Галгаускской, Леясциемской волостями своего края, а также с Зелтинской и Калнцемпской волостями Алуксненского края.
Наиболее крупные населённые пункты Белявской волости: Белява (волостной центр), Аугулиена, Аузиняс, Бутани, Думпи, Гулбитис, Летес, Наглене, Пилсскола, Сили, Спарите, Спринги, Ванаги.
По территории волости протекают реки: Асарупе, Цирступе, Дзесупите, Камалдиня, Мелнупите, Мудажа, Олекшупите, Пинтельупите.
Крупные водоёмы: Ангулиенас, Лудза, Пинтелис, Спривулю, Судалэзерс.
Наивысшая точка: Белявас калнс (178 метров над уровнем моря).
Национальный состав: 88,2 % — латыши, 8,7 % — русские.
Волость пересекают автомобильные дороги Гулбене — Смилтене, Гулбене — Валка и железнодорожная линия Гулбене — Алуксне.

## История
В XII веке земли нынешней Белявской волости входили в состав исторической области Талава. Первое упоминание в письменных источниках приходится на 1489 год.
В 1904 году был открыт участок железнодорожной линии Валка — Плявиняс, в 1916 — Иерики — Сита.
В 1935 году Белявская волость Мадонского уезда занимала площадь 83,3 км². В 1945 году волость состояла из Белявского и Валдемарского сельских советов.
После Второй мировой войны были организованы пять колхозов, в дальнейшем подвергшиеся слиянию. В Сите работала звероферма.
В 1949 году произошла отмена волостного деления и Белявский сельсовет входил в состав Гулбенского уезда (1949) и Гулбенского района (после 1949). В 1954 году к Белявскому сельсовету был присоединён ликвидированный Валдемарский сельсовет. В 1973 году — ликвидированный Озолкалнский сельсовет. В 1977 году часть территории была передана посёлку Страде. В 1987 году была присоединена часть Гулбенской городской территории.
В 1990 году Белявский сельсовет был реорганизован в волость. В 2009 году Белявская волость вошла в состав Гулбенского края.
На 2002 год в волости находились 22 экономически активных предприятия, 695 частных хозяйств, Белявская начальная школа, Озолкалнская начальная школа, дошкольное образовательное учреждение, библиотека, Дом культуры, 3 фельдшерских и акушерских пункта (в Беляве, Летес и Озолкалне), ветеринарный пункт, 4 почтовых отделения.

## Известные люди
- Волдемар Ирбе (1893—1944) — художник.
- Гидо Кокарс (1921—2017) — хоровой дирижёр.
- Имантс Кокарс (1921—2011) — хоровой дирижёр.
- Освальд Креслиньш (1911—1974) — актёр.
- Лео Свемпс (1897—1975) — художник.
- Николай Свемпс (1889—1944) — латвийский политик и общественный деятель.